# 區大倫
區大倫（1551年—1631年），字孝先，號羅陽，晚號端溪，廣東肇庆府高明縣人。明朝政治人物。

## 生平
大伦少负气节，萬曆十年（1582年）壬午科中廣東鄉試舉人。与兄區大相入南京國子監讀書。當時海瑞任南京都御史，直声震天下，大倫甚得海瑞賞識。萬曆十七年（1589年），區大倫與兄大相同登己丑科進士。兵部觀政，八月授任北直隶東明縣知縣，二十三年授云南道御史，本年十二月因上疏建言，被革职为民。在家乡修筑烟霞圃，灌园读书。一件褐衣穿二十年，坐处皆穿破。建蓬山、滄溪二书院，聚集学生，为讲学之所。
光宗即位，起光禄寺丞，转南尚宝司卿，天啓元年（1621年）五月升添注南太常寺少卿、署南祭酒，掌翰林院事，恢復拓展湛甘泉书院。进圣学三剳，保艾圣躬，规切时政，上嘉纳之。天啓三年二月升大理寺左少卿，入侍经筵，四年升太仆寺卿，五年改南京户部左侍郎，六年三月南京河南道御史何早疏參區大倫、魏說为邪黨，被革职为民，追奪誥命。崇禎初，還復原職，不久因病终于家。

## 著作
所著有《大学定本》、《四书翼》、《南都讲录》、《端溪日录》、《崇禎闢邪録》、《端溪游稿》、《江州存稿》诸书。

## 家族
曾祖區政。祖父區琳，生员。父區益，温州府同知。兄區大樞、區大相。